# Giải đua ô tô Công thức 1 Úc 2023
Giải đua ô tô Công thức 1 Úc 2023 (tên chính thức là Formula 1 Rolex Australian Grand Prix 2023) là một chặng đua Công thức 1 được tổ chức vào ngày 2 tháng 4 năm 2023 tại trường đua Albert Park ở Melbourne, Victoria, Úc và là chặng đua thứ ba của giải đua xe Công thức 1 2023.

## Bối cảnh

### Bảng xếp hạng trước cuộc đua
Sau giải đua ô tô Công thức 1 Ả Rập Xê Út, Max Verstappen dẫn đầu bảng xếp hạng các tay đua với 44 điểm, hơn đồng đội Sergio Pérez một điểm và hơn Fernando Alonso 14 điểm. Trong bảng xếp hạng các đội đua, Red Bull Racing dẫn đầu với 49 điểm trước Aston Martin và Mercedes.

### Lựa chọn bộ lốp
Nhà cung cấp lốp xe Pirelli cung cấp các bộ lốp hạng C2, C3 và C4 (được chỉ định lần lượt là cứng, trung bình và mềm) để các đội sử dụng tại sự kiện này.

### Thay đổi trên đường đua
Sau khi trường đua Albert Park được cải tạo vào năm 2021 khi hai góc cua phức tạp 9 và 10 bị loại, khu vực DRS thứ tư đã được đề xuất và lắp đặt giữa các góc cua 8 và 9. Sau ngày đầu tiên của buổi tập tại giải đua ô tô Công thức 1 Úc 2022, khu vực DRS mới này đã bị loại bỏ do một số tay đua lo ngại về an toàn. So với phiên bản trước, khi bốn khu vực DRS ban đầu được thêm vào, điểm kích hoạt DRS đầu tiên đã được lùi phía sau và được đặt ở vị trí 40 m sau góc cua thứ 6. Do đó, điểm kích hoạt DRS đầu tiên đã được chuyển 130 m sau cột thứ 11.

## Tường thuật

### Buổi tập
Trong buổi tập đầu tiên, Verstappen lập thời gian nhanh nhất với 1:18,790 phút trước Lewis Hamilton và Pérez.
Trong buổi tập thứ hai, Alonso lập thời gian nhanh nhất với 1:18,887 phút trước Charles Leclerc và Verstappen.
Trong buổi tập thứ ba, Verstappen lập thời gian nhanh nhất với 1:17,565 phút trước Alonso và Esteban Ocon.

### Vòng phân hạng
Vòng phân hạng bao gồm ba phần với thời gian chạy 45 phút. Trong phần đầu tiên (Q1), các tay đua có 18 phút để tiếp tục tham gia phần thứ hai vòng phân hạng. Tất cả các tay đua đạt được thời gian trong phần đầu tiên với thời gian tối đa 107% thời gian nhanh nhất được phép tham gia cuộc đua. 15 tay đua dẫn đầu lọt vào phần tiếp theo. Verstappen là tay đua với thời gian nhanh nhất. Phần này bị gián đoạn sau một vụ tai nạn của Pérez. Sau vụ tai nạn đó, Pérez đã không thể lập thời gian. Bên cạnh anh ta, cả hai tay đua của Alfa Romeo cũng như Logan Sargeant và Oscar Piastri bị loại.
Phần thứ hai (Q2) kéo dài 15 phút và mười tay đua nhanh nhất của phần này đi tiếp vào phần thứ ba của vòng phân hạng. Verstappen là tay đua với thời gian nhanh nhất. Trong phần này, cả hai tay đua của AlphaTauri cũng như Kevin Magnussen, Lando Norris và Esteban Ocon đã bị loại.
Phần cuối cùng (Q3) kéo dài mười hai phút, trong đó mười vị trí xuất phát đầu tiên được xác định sẵn. Với thời gian là 1:16,732 phút, Verstappen đã lập thời gian nhanh nhất trước cặp tay đua Mercedes là George Russell và Lewis Hamilton. Đó là vị trí pole thứ 22 của Verstappen trong sự nghiệp Công thức 1 của anh và cũng là vị trí pole đầu tiên của anh tại giải đua ô tô Công thức 1 Úc.

### Cuộc đua chính
Sau khi cuộc đua xuất phát, Russell cùng Hamilton vượt qua Verstappen để dẫn đầu cuộc đua. Ngay sau đó, Leclerc lao vào sỏi ở góc cua số 3 sau khi va chạm với Lance Stroll khiến xe an toàn được triển khai.
Cuộc đua bắt đầu lại ở vòng đua thứ 4. Ba vòng sau, ở vòng đua thứ 7, Alexander Albon mất lái và va chạm mạnh ở góc cua số 7 khiến chiếc xe an toàn được triển khai. Trong lúc đó, Russell thay lốp bằng hợp chất mới và đồng đội của anh dẫn đầu cuộc đua. Carlos Sainz Jr. cũng đổi lốp ngay sau đó. Sau đó, cuộc đua được gián đoạn để cho phép các nhân viên dọn dẹp các mảnh vỡ còn sót lại của chiếc xe đua gặp nạn của Albon và sỏi rơi trên đường đua.
Sau khi xe an toàn trở lại làn pit, Hamilton giữ vị trí dẫn đầu nhưng đánh mất vị trí này ở góc cua số 9 sau khi bị Verstappen vượt qua với DRS. Russell đã vượt qua Pierre Gasly để giành vị trí thứ tư ở vòng đua thứ 14 với Sainz vượt qua Lance Stroll ở vòng đua sau đó. Ở vòng đua thứ 18, bộ nguồn của Russell bốc cháy khiến anh phải bỏ cuộc lần đầu tiên trong mùa giải này và khiến xe an toàn ảo được triển khai trong thời gian ngắn. Sau giai đoạn đó, Verstappen tiếp tục dẫn đầu cuộc đua một cách thoải mái. Cho đến giai đoạn cuối của cuộc đua, Verstappen dẫn trước Hamilton hơn mười giây. Cuộc đua một lần nữa được gián đoạn sau vòng đua thứ 55 sau khi lốp sau bên phải của Kevin Magnussen lao vào hàng rào ở góc cua thứ 2 khiến hệ thống treo lốp của chiếc xe đua của anh bị hỏng và lốp xe đó bị bung ra.
Cuộc đua được bắt đầu lại với Verstappen tiếp tục dẫn đầu. Khi những chiếc xe đến góc cua đầu tiên, Sainz va chạm với Alonso khiến xe của Alonso bị xoay. Sau đó, cả hai tay đua của Alpine, Gasly và Ocon, đã phải bỏ cuộc sau một vụ va chạm mạnh. Ngay sau đó, Nyck de Vries và Logan Sargeant va chạm với nhau, lao vào bãi sỏi và buộc phải bỏ cuộc. Stroll, mặc dù cũng lao phải bãi sỏi, nhưng vẫn có thể tiếp tục cuộc đua. Vì những vụ va chạm đó, cuộc đua được gián đoạn lần thứ ba. Trong suốt khoảng thời gian này, các nhân viên dọn dẹp các mảnh vỡ trên đường đua và sau lần gián đoạn đó, cuộc đua tiếp tục ở vòng cuối cùng theo thứ tự xuất phát sau lần gián đoạn thứ hai không thêm vào những tay đua đã bỏ cuộc vì những chiếc xe còn lại chưa đến vạch đích. Cuộc đua tiếp tục bắt đầu ở cuối vòng 58 và sau vòng đua này, Max Verstappen giành chiến thắng trước Hamilton và Alonso. Pérez về thứ năm sau khi xuất phát ở làn pit và nhận thêm một điểm sau khi lập được vòng đua nhanh nhất. Cuộc đua này cũng đánh dấu chiến thắng đầu tiên của Verstappen và của Red Bull Racing kể từ năm 2011. Các tay đua còn lại ghi điểm là Stroll, Pérez, Lando Norris, Nico Hülkenberg, Oscar Piastri, Chu Quán Vũ và Yuki Tsunoda, người ghi điểm đầu tiên cho AlphaTauri. Ngoài ra, Piastri đã ghi điểm lần đầu tiên trong sự nghiệp Công thức 1 của mình. Cùng với đồng đội Lando Norris, họ đã ghi điểm đầu tiên cho McLaren trong mùa giải này.

## Kết quả

### Vòng phân hạng
| Vị trí                   | Số xe | Tay đua          | Đội đua                      | Q1                  | Q2       | Q3       | Vị trí xuất phát |
| ------------------------ | ----- | ---------------- | ---------------------------- | ------------------- | -------- | -------- | ---------------- |
| 1                        | 1     | Max Verstappen   | Red Bull Racing-Honda RBPT   | 1:17,384            | 1:17,056 | 1:16,732 | 1                |
| 2                        | 63    | George Russell   | Mercedes                     | 1:17,654            | 1:17,513 | 1:16,968 | 2                |
| 3                        | 44    | Lewis Hamilton   | Mercedes                     | 1:17,689            | 1:17,551 | 1:17,104 | 3                |
| 4                        | 14    | Fernando Alonso  | Aston Martin Aramco-Mercedes | 1:17,832            | 1:17,283 | 1:17,139 | 4                |
| 5                        | 55    | Carlos Sainz Jr. | Ferrari                      | 1:17,928            | 1:17,349 | 1:17,270 | 5                |
| 6                        | 18    | Lance Stroll     | Aston Martin Aramco-Mercedes | 1:17,873            | 1:17,616 | 1:17,308 | 6                |
| 7                        | 16    | Charles Leclerc  | Ferrari                      | 1:18,218            | 1:17,390 | 1:17,369 | 7                |
| 8                        | 23    | Alexander Albon  | Williams-Mercedes            | 1:17,962            | 1:17,761 | 1:17,609 | 8                |
| 9                        | 10    | Pierre Gasly     | Alpine-Renault               | 1:18,312            | 1:17,574 | 1:17,675 | 9                |
| 10                       | 27    | Nico Hülkenberg  | Haas-Ferrari                 | 1:18,029            | 1:17,412 | 1:17,735 | 10               |
| 11                       | 31    | Esteban Ocon     | Alpine-Renault               | 1:17,770            | 1:17,768 | –        | 11               |
| 12                       | 22    | Yuki Tsunoda     | AlphaTauri-Honda RBPT        | 1:18,471            | 1:18,099 | –        | 12               |
| 13                       | 4     | Lando Norris     | McLaren-Mercedes             | 1:18,243            | 1:18,119 | –        | 13               |
| 14                       | 20    | Kevin Magnussen  | Haas-Ferrari                 | 1:18,159            | 1:18,129 | –        | 14               |
| 15                       | 21    | Nyck de Vries    | AlphaTauri-Honda RBPT        | 1:18,450            | 1:18,335 | –        | 15               |
| 16                       | 81    | Oscar Piastri    | McLaren-Mercedes             | 1:18,517            | –        | –        | 16               |
| 17                       | 24    | Chu Quán Vũ      | Alfa Romeo-Ferrari           | 1:18,540            | –        | –        | 17               |
| 18                       | 2     | Logan Sargeant   | Williams-Mercedes            | 1:18,557            | –        | –        | 18               |
| 19                       | 77    | Valtteri Bottas  | Alfa Romeo-Ferrari           | 1:18,714            | –        | –        | Làn pit1         |
| Thời gian 107%: 1:22.800 |       |                  |                              |                     |          |          |                  |
| —                        | 11    | Sergio Pérez     | Red Bull Racing-Honda RBPT   | Không lập thời gian | –        | –        | Làn pit2         |

Chú thích:
- ^1  – Valtteri Bottas vượt qua tại vòng phân hạng ở vị trí thứ 19 nhưng được yêu cầu bắt đầu cuộc đua từ làn pit do thiết lập hệ thống treo đã bị thay đổi trong khi chiếc xe đang ở chế độ parc fermé.[12]
- ^2  – Sergio Pérez không lập được thời gian trong phần thứ nhất của vòng phân hạng nhưng anh được phép đua theo quyết định của ban quản lý. Thêm vào đó, anh được yêu cầu bắt đầu cuộc đua từ làn pit vì bộ nguồn mới và hệ thống treo đã bị thay đổi trong khi chiếc xe đang ở chế độ parc fermé mà không có sự cho phép của người đại diện kỹ thuật.[12]

### Cuộc đua chính
| Vị trí                                                                                         | Số xe | Tay đua          | Đội đua                      | Số vòng | Thời gian/ Bỏ cuộc | Vị trí xuất phát | Số điểm |
| ---------------------------------------------------------------------------------------------- | ----- | ---------------- | ---------------------------- | ------- | ------------------ | ---------------- | ------- |
| 1                                                                                              | 1     | Max Verstappen   | Red Bull Racing-Honda RBPT   | 58      | 2:32:38,371        | 1                | 25      |
| 2                                                                                              | 44    | Lewis Hamilton   | Mercedes                     | 58      | + 0,179            | 3                | 18      |
| 3                                                                                              | 14    | Fernando Alonso  | Aston Martin Aramco-Mercedes | 58      | + 0,769            | 4                | 15      |
| 4                                                                                              | 18    | Lance Stroll     | Aston Martin Aramco-Mercedes | 58      | + 3,082            | 6                | 12      |
| 5                                                                                              | 11    | Sergio Pérez     | Red Bull Racing-Honda RBPT   | 58      | + 3,320            | Làn pit          | 111     |
| 6                                                                                              | 4     | Lando Norris     | McLaren-Mercedes             | 58      | + 3,701            | 13               | 8       |
| 7                                                                                              | 27    | Nico Hülkenberg  | Haas-Ferrari                 | 58      | + 4,939            | 10               | 6       |
| 8                                                                                              | 81    | Oscar Piastri    | McLaren-Mercedes             | 58      | + 5,382            | 16               | 4       |
| 9                                                                                              | 24    | Chu Quán Vũ      | Alfa Romeo-Ferrari           | 58      | + 5,713            | 17               | 2       |
| 10                                                                                             | 22    | Yuki Tsunoda     | AlphaTauri-Honda RBPT        | 58      | + 6,052            | 12               | 1       |
| 11                                                                                             | 77    | Valtteri Bottas  | Alfa Romeo-Ferrari           | 58      | + 6,513            | Làn pit          |         |
| 12                                                                                             | 55    | Carlos Sainz Jr. | Ferrari                      | 58      | + 6,594            | 5                |         |
| 133                                                                                            | 10    | Pierre Gasly     | Alpine-Renault               | 56      | Va chạm            | 9                |         |
| 143                                                                                            | 31    | Esteban Ocon     | Alpine-Renault               | 56      | Va chạm            | 11               |         |
| 153                                                                                            | 21    | Nyck de Vries    | AlphaTauri-Honda RBPT        | 56      | Va chạm            | 15               |         |
| 163                                                                                            | 2     | Logan Sargeant   | Williams-Mercedes            | 56      | Va chạm            | 18               |         |
| 173                                                                                            | 20    | Kevin Magnussen  | Haas-Ferrari                 | 52      | Tai nạn            | 14               |         |
| Bỏ cuộc                                                                                        | 63    | George Russell   | Mercedes                     | 17      | Động cơ            | 2                |         |
| Bỏ cuộc                                                                                        | 23    | Alexander Albon  | Williams-Mercedes            | 6       | Tai nạn            | 8                |         |
| Bỏ cuộc                                                                                        | 16    | Charles Leclerc  | Ferrari                      | 0       | Va chạm            | 7                |         |
| Vòng đua nhanh nhất: Sergio Pérez (Red Bull Racing-Honda RBPT) – 1:20.235 (vòng đua thứ 53)    |       |                  |                              |         |                    |                  |         |
| Tay đua xuất sắc nhất cuộc đua: Sergio Pérez (Red Bull Racing-Honda RBPT), 21,3 % số phiếu bầu |       |                  |                              |         |                    |                  |         |

Chú thích:
- ^1  – Bao gồm một điểm cho vòng đua nhanh nhất.[14]
- ^2  – Carlos Sainz Jr. về đích ở vị trí thứ tư nhưng nhận một án phạt năm giây vì va chạm với Fernando Alonso.[15]
- ^3  – Pierre Gasly, Esteban Ocon, Nyck de Vries, Logan Sargeant và Kevin Magnussen được xếp hạng do hoàn thành hơn 90% của cuộc đua chính.[15]

## Bảng xếp hạng sau cuộc đua

### Bảng xếp hạng các tay đua
| Vị trí | Tay đua          | Đội đua                      | Số điểm | Thay đổi vị trí |
| ------ | ---------------- | ---------------------------- | ------- | --------------- |
| 1      | Max Verstappen   | Red Bull Racing-Honda RBPT   | 69      | +/-0            |
| 2      | Sergio Pérez     | Red Bull Racing-Honda RBPT   | 54      | +/-0            |
| 3      | Fernando Alonso  | Aston Martin Aramco-Mercedes | 45      | +/-0            |
| 4      | Lewis Hamilton   | Mercedes                     | 38      | 1               |
| 5      | Carlos Sainz Jr. | Ferrari                      | 20      | 1               |
| 6      | Lance Stroll     | Aston Martin Aramco-Mercedes | 20      | 1               |
| 7      | George Russell   | Mercedes                     | 18      | 1               |
| 8      | Lando Norris     | McLaren-Mercedes             | 8       | 11              |
| 9      | Nico Hülkenberg  | Haas-Ferrari                 | 6       | 6               |
| 10     | Charles Leclerc  | Ferrari                      | 6       | 2               |

- Lưu ý: Chỉ có mười vị trí đứng đầu được liệt kê trong bảng xếp hạng này.

### Bảng xếp hạng các đội đua
| Vị trí | Đội đua                      | Số điểm | Thay đổi vị trí |
| ------ | ---------------------------- | ------- | --------------- |
| 1      | Red Bull Racing-Honda RBPT   | 123     | +/-0            |
| 2      | Aston Martin Aramco-Mercedes | 65      | +/-0            |
| 3      | Mercedes                     | 56      | +/-0            |
| 4      | Ferrari                      | 26      | +/-0            |
| 5      | McLaren-Mercedes             | 12      | 5               |
| 6      | Alpine-Renault               | 8       | 1               |
| 7      | Haas-Ferrari                 | 7       | +/-0            |
| 8      | Alfa Romeo-Ferrari           | 6       | 2               |
| 9      | AlphaTauri-Honda RBPT        | 1       | +/-0            |
| 10     | Williams-Mercedes            | 1       | 2               |